# Adam Stodolski
Adam Stodolski (ur. 2 marca 2000 w Pile) – polski judoka, olimpijczyk z Paryża. Startował w kategorii do 73 kg.

## Życiorys
W 2023 roku stanął na podium Grand Slam w Astanie.
W 2024 roku wziął udział w Letnich Igrzyskach Olimpijskich w Paryżu, gdzie w rywalizacji judoków do 73 kilogramów w 1/16 finału przegrał z włoskim judoką Manuelem Lombardoi zajął siedemnaste miejsce.